# Coupe d'URSS de hockey sur glace
La Coupe d'Union soviétique de hockey sur glace a été jouée entre 1951 et 1990 de manière assez peu régulière.

## Historique
La première édition de la Coupe d'URSS a lieu au cours de l'hiver 1951 et la finale a lieu le 18 février 1951 au stade du Dynamo Moscou. Cette première finale va opposer le VVS MVO Moscou au Krylia Sovetov Moscou. Ce sont ces derniers qui vont remporter le titre en battant les pilotes du VVS sur la marque de 4 buts à 3, des buts inscrits par Alfred Kuchevsky, Leonid Stepanov, Anatoli Kostryukov et Mikhaïl Bychkov.

## Palmarès
| - 1951 - Krylia Sovetov Moscou - 1952 - VVS MVO Moscou - 1953 - Dynamo Moscou - 1954 - CSKA Moscou - 1955 - CSKA Moscou - 1956 - CSKA Moscou - 1957 - non joué - 1958 - non joué - 1959 - non joué - 1960 - non joué - 1961 - CSKA Moscou - 1962 - non joué - 1963 - non joué - 1964 - non joué - 1965 - non joué - 1966 - CSKA Moscou - 1967 - CSKA Moscou - 1968 - CSKA Moscou - 1969 - CSKA Moscou - 1970 - HC Spartak Moscou | - 1971 - HC Spartak Moscou - 1972 - Dynamo Moscou - 1973 - CSKA Moscou - 1974 - Krylia Sovetov Moscou - 1975 - non joué - 1976 - Dynamo Moscou - 1977 - CSKA Moscou - 1978 - non joué - 1979 - CSKA Moscou - 1980 - non joué - 1981 - non joué - 1982 - non joué - 1983 - non joué - 1984 - non joué - 1985 - non joué - 1986 - CSKA Moscou - 1987 - non joué - 1988 - non joué - 1989 - non joué - 1990 - Krylia Sovetov Moscou |